# Kibō
 For alternative betydninger, se Kibo.
Kibō (希望 (japansk): Håb) også kaldet Japanese Experiment Module (JEM) er det japanske bidrag til den Internationale Rumstation (ISS) og er bygget af Japan Aerospace Exploration Agency (JAXA). Kibōs kontrolcenter er Tsukuba i Ibaraki-præfekturet, 80 km nord for Tokyo. Samlet kommer Kibō til at veje 27 tons og have en længde på 20,5 m. Kibō er fremstillet i en aluminiumslegering og de trykregulerede moduler er dækket af et mikrometeorideskjold. Omgivelserne i 400 km højde har et vakuum på 10-5 Pa og temperaturen svinger fra −150 °C i skyggen til +120 °C i solen.
ISS forsyner Kibō med 120 volt jævnstrøm og har 39 kW til rådighed. ISS's databus er på 32-bit (kun 16-bit til ubemandede moduler) og den interne forbindelse er på 100 Mbps. Kølingen sker ved hjælp af rør med FlourinertTM som en del af ISS's Active Thermal Control System. Atmosfæren om bord er 21% ilt, 18°-26 °C, 1 atm tryk med en luftfugtighed på 25 til 70%.

## Forhistorie
I juni 1982 inviterede præsident Reagan Japan til at indgå i NASA's næste rumstation Power Tower og i juni 1989 indgik Japan i et bindende samarbejde med ESA, Canada og USA om den permanent bemandede, civile rumstation Freedom. I marts 1990 fremkom standardiseringsprotokollen med bl.a. fælles ISPR-reoler (International Standard Payload Racks) og i marts 1994 blev projektet udvidet til den Internationale Rumstation da russerne opgav Mir-2. Hovedtrækkene for Japanese Experiment Module blev trukket op og i april 1999 fik JEM navnet "Kibō" efter en navnekonkurrence. Fra oktober 2001 til maj 2002 blev Kibō afprøvet samlet i Tsukuba. I april-maj 2003 blev Kibō sejlet til Kennedy Rumfartscenteret i Florida hvor det blev testet sammen med Harmony-modulet.

## Opbygning
Experiment Logistics Module-Pressurized Section (ELM-PS): er en 3,9 m høj cylinder med 4,4 m i diameter. Det vejede ved opsendelsen 4,2 tons og er anbragt ovenpå Kibōs PM. ELM-PS indeholder diverse redskaber, råvarer og halvfabrikata til at udføre 'indendørs' eksperimenter. Det var oprindeligt meningen at rumfærgen skulle flyve ELM-PS mellem ISS og Jorden for genopfyldning af materialer, men det blev ikke tilfældet grundet rumfærgernes pludselige pensionering. ELM-PS udvider PM's skjorteærmevolumen og skal bruges som lager.
Pressurized Module (PM): er en 11,2 m lang cylinder med 4,4 m i diameter. Det vejede ved opsendelsen 15,9 tons og er større end det amerikanske Destiny- og det europæiske Columbuslaboratorium. Astronauterne kan opholde sig i PM i skjorteærmer og har 10 ISPR-reoler (International Standard Payload Racks) til forberedte eksperimenter til rådighed. PM er koblet til knudepunktet Harmony og i den modsatte ende er der en mindre luftsluse til at udsætte stoffer for rummiljøet samt to vinduer. To astronauter kan opholde sig i PM i længere tid og fire astronauter kan opholde sig i kortere tid grundet CO2-udledningen.
Exposed Facility (EF): er en 5,6 x 5 m platform der skal anbringes på PM, modsat af Harmony. EF vejer 4,1 tons ved opsendelsen og har plads til 10 eksperimenter. Eksperimenterne er fuldt eksponeret for rummiljøet og består bl.a. af teleskoper: MAXI røntgendetektor fra 0,5 to 30 keV,
SMILES observerer og måler svage submillimeter emissionslinier af sporgasser i stratosfæren. Kibō kan via ICS (Inter-orbit Communication System), der er monteret på EF, kommunikere direkte med den japanske kommunikationssatellit DRTS (Data Relay Test Satellite) Kodama i Ka-båndet. EF vil med alle eksperimenterne udfoldet have en bredde på 8,9 m.
Experiment Logistics Module-Exposed Section (ELM-ES): er et 'udendørs' lager og skal anbringes i forlængelse af EF. ELM-ES er 4,9 x 4,2 m og har plads til tre inaktive eksperimenter. ELM-ES skulle ligesom ELM-PS pendle med rumfærgerne. Når det japanske forsyningsrumskib HTV skal have losset sin Exposed Pallet kan ELM-ES flyttes op til ELM-PS.
(Japanese Experiment Module) Remote Manipulator System (JEMRMS): er en robotarm monteret på PM til at manipulere eksperimenter på EF og ELM-ES. Armen har en 9,9 m lang hovedarm der kan håndtere masser på op til 6,4 tons. Armen kan tilføjes en 1,9 m mindre arm til finmotoriske opgaver.

## Opsendelser
Columbiaulykken forsinkede opsendelsen af Kibō med yderligere to år.
- 11. marts 2008 – STS-123 Endeavour opsendte Kibōs ELM-PS der blev foreløbigt parkeret på Harmonys zenitluge. JAXA-astronauten Takao Doi ledsagede Kibōs ELM-PS.
- 31. maj 2008 – STS-124 Discovery opsendte Kibōs PM, der blev koblet til Harmonys bagbord luge. På PM var robotarmen JEMRMS monteret, ved siden af luftslusen. Den. 6. juni blev ELM-PS koblet til Kibōs zenitluge. JAXA-astronauten Akihiko Hoshide ledsagede Kibōs PM.
- Sommer 2009 – STS-127 Endeavour skal opsende Kibōs EF og ELM-ES, der skal kobles til Kibōs bagbord side. JAXA-astronauten Koichi Wakata vil som ISS Ekspedition 20-medlem være om bord og modtage Kibōs sidste moduler.